# جدول مدال‌های المپیک تابستانی ۲۰۰۸

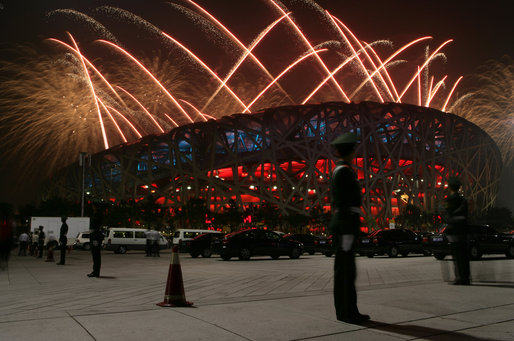
آتش‌بازی در مراسم افتتاحیه در پکن، چین

شمار مدال‌های المپیک فهرستی از کمیته‌های ملی المپیک است که بر اساس تعداد مدال‌های برده در بازی‌های المپیک تابستانی ۲۰۰۸، که در پکن پایتخت چین از ۸ اوت تا ۲۴ اوت برگزار شد، مرتب شده‌اند. تقریباً ۱۱،۰۲۸ ورزشکار در ۳۰۲ رویداد در قالب ۲۸ ورزش به رقابت پرداختند.
جزایر مارشال، مونته‌نگرو و تووالو نخستین بار در مسابقات شرکت کردند. تاجیکستان،افغانستان  و توگو نخستین مدال المپیکی خود را گرفتند. مغولستان که پیش‌تر رکورد بیش‌ترین مدال بدون گرفتن مدال طلا را داشت، اولین طلای المپیکی خود را دریافت کرد.

## شمار مدال‌ها
در بوکس، تکواندو، کشتی و جودو دو مدال برنز به دستهٔ هر هشت وزن تعلق گرفت، بنابراین تعداد مدال‌های برنز در المپیک بیش‌تر از مدال‌های طلا و نقره بود.
      کشور میزبان (چین)
این فهرست در مورد ۱۵ کشور اول بر اساس جدول نهایی است..
| رتبه  | کشورها                    | طلا | نقره | برنز | مجموع |
| ۱     | چین (CHN)                 | ۵۱  | ۲۱   | ۲۸   | ۱۰۰   |
| ۲     | ایالات متحده آمریکا (USA) | ۴۰  | ۳۸   | ۳۶   | ۱۱۴   |
| ۳     | روسیه (RUS)               | ۲۳  | ۲۱   | ۲۸   | ۷۲    |
| ۴     | بریتانیای کبیر (GBR)      | ۱۹  | ۱۳   | ۱۵   | ۴۷    |
| ۵     | آلمان (GER)               | ۱۶  | ۱۰   | ۱۵   | ۴۱    |
| ۶     | استرالیا (AUS)            | ۱۴  | ۱۵   | ۱۷   | ۴۶    |
| ۷     | کره جنوبی (KOR)           | ۱۳  | ۱۰   | ۸    | ۳۱    |
| ۸     | ژاپن (JPN)                | ۹   | ۶    | ۱۰   | ۲۵    |
| ۹     | ایتالیا (ITA)             | ۸   | ۱۰   | ۱۰   | ۲۸    |
| ۱۰    | هلند (NED)                | ۷   | ۵    | ۴    | ۱۶    |
| ۱۱    | فرانسه (FRA)              | ۷   | ۱۶   | ۱۷   | ۴۰    |
| ۱۲    | اوکراین (UKR)             | ۷   | ۵    | ۱۵   | ۲۷    |
| ۱۳    | جامائیکا (JAM)            | ۶   | ۳    | ۲    | ۱۰    |
| ۱۴    | اسپانیا (ESP)             | ۵   | ۱۰   | ۳    | ۱۸    |
| ۱۵    | کنیا (KEN)                | ۴   | ۵    | ۴    | ۱۳    |
| ۱۶    | لهستان (POL)              | ۳   | ۴    | ۱    | ۸     |
| ۱۷    | جمهوری چک (CZE)           | ۳   | ۳    | ۰    | ۶     |
| ۱۸    | نیوزیلند (NZL)            | ۳   | ۱    | ۵    | ۹     |
| ۱۹    | اسلواکی (SVK)             | ۳   | ۱    | ۱    | ۵     |
| ۲۰    | گرجستان (GEO)             | ۳   | ۰    | ۳    | ۶     |
| ۲۱    | کانادا (CAN)              | ۲   | ۷    | ۵    | ۱۴    |
| ۲۲    | کوبا (CUB)                | ۲   | ۶    | ۶    | ۱۴    |
| ۲۳    | کنیا (KEN)                | ۲   | ۴    | ۲    | ۸     |
| ۲۴    | بلاروس (BLR)              | ۲   | ۳    | ۸    | ۱۳    |
| ۲۵    | دانمارک (DEN)             | ۲   | ۱    | ۳    | ۶     |
| ۲۶    | کره شمالی (PRK)           | ۲   | ۱    | ۳    | ۶     |
| ۲۷    | اتیوپی (ETH)              | ۲   | ۱    | ۰    | ۳     |
| ۲۸    | سوئیس (SUI)               | ۲   | ۰    | ۳    | ۵     |
| ۲۹    | قزاقستان (KAZ)            | ۱   | ۴    | ۵    | ۱۰    |
| ۳۰    | نروژ (NOR)                | ۱   | ۳    | ۲    | ۶     |
| ۳۰    | ترکیه (TUR)               | ۱   | ۳    | ۲    | ۶     |
| ۳۲    | زیمبابوه (ZIM)            | ۱   | ۳    | ۰    | ۴     |
| ۳۳    | جمهوری آذربایجان (AZE)    | ۱   | ۲    | ۳    | ۶     |
| ۳۳    | ازبکستان (UZB)            | ۱   | ۲    | ۳    | ۶     |
| ۳۵    | اسلوونی (SLO)             | ۱   | ۲    | ۲    | ۵     |
| ۳۶    | برزیل (BRA)               | ۱   | ۱    | ۵    | ۷     |
| ۳۷    | بلغارستان (BUL)           | ۱   | ۱    | ۳    | ۵     |
| ۳۷    | اندونزی (INA)             | ۱   | ۱    | ۳    | ۵     |
| ۳۹    | فنلاند (FIN)              | ۱   | ۱    | ۱    | ۳     |
| ۴۰    | استونی (EST)              | ۱   | ۱    | ۰    | ۲     |
| ۴۰    | مغولستان (MGL)            | ۱   | ۱    | ۰    | ۲     |
| ۴۰    | تایلند (THA)              | ۱   | ۱    | ۰    | ۲     |
| ۴۳    | آرژانتین (ARG)            | ۱   | ۰    | ۲    | ۳     |
| ۴۴    | هند (IND)                 | ۱   | ۰    | ۱    | ۲     |
| ۴۴    | ایران (IRI)               | ۱   | ۰    | ۱    | ۲     |
| ۴۴    | مکزیک (MEX)               | ۱   | ۰    | ۱    | ۲     |
| ۴۷    | بحرین (BRN)               | ۱   | ۰    | ۰    | ۱     |
| ۴۷    | کامرون (CMR)              | ۱   | ۰    | ۰    | ۱     |
| ۴۷    | پاناما (PAN)              | ۱   | ۰    | ۰    | ۱     |
| ۴۷    | تونس (TUN)                | ۱   | ۰    | ۰    | ۱     |
| ۵۱    | مجارستان (HUN)            | ۰   | ۴    | ۱    | ۵     |
| ۵۲    | سوئد (SWE)                | ۰   | ۳    | ۱    | ۴     |
| ۵۳    | لیتوانی (LTU)             | ۰   | ۲    | ۳    | ۵     |
| ۵۴    | اتریش (AUT)               | ۰   | ۱    | ۲    | ۳     |
| ۵۴    | کرواسی (CRO)              | ۰   | ۱    | ۲    | ۳     |
| ۵۴    | یونان (GRE)               | ۰   | ۱    | ۲    | ۳     |
| ۵۷    | الجزایر (ALG)             | ۰   | ۱    | ۱    | ۲     |
| ۵۷    | کلمبیا (COL)              | ۰   | ۱    | ۱    | ۲     |
| ۵۷    | قرقیزستان (KGZ)           | ۰   | ۱    | ۱    | ۲     |
| ۵۷    | صربستان (SRB)             | ۰   | ۱    | ۱    | ۲     |
| ۵۷    | تاجیکستان (TJK)           | ۰   | ۱    | ۱    | ۲     |
| ۶۲    | شیلی (CHI)                | ۰   | ۱    | ۰    | ۱     |
| ۶۲    | جمهوری دومینیکن (DOM)     | ۰   | ۱    | ۰    | ۱     |
| ۶۲    | اکوادور (ECU)             | ۰   | ۱    | ۰    | ۱     |
| ۶۲    | مالزی (MAS)               | ۰   | ۱    | ۰    | ۱     |
| ۶۲    | پرتغال (POR)              | ۰   | ۱    | ۰    | ۱     |
| ۶۲    | آفریقای جنوبی (RSA)       | ۰   | ۱    | ۰    | ۱     |
| ۶۲    | سنگاپور (SIN)             | ۰   | ۱    | ۰    | ۱     |
| ۶۲    | ترینیداد و توباگو (TRI)   | ۰   | ۱    | ۰    | ۱     |
| ۶۲    | ویتنام (VIE)              | ۰   | ۱    | ۰    | ۱     |
| ۷۱    | ارمنستان (ARM)            | ۰   | ۰    | ۶    | ۶     |
| ۷۲    | چین تایپه (TPE)           | ۰   | ۰    | ۴    | ۴     |
| ۷۳    | افغانستان (AFG)           | ۰   | ۰    | ۱    | ۱     |
| ۷۳    | مصر (EGY)                 | ۰   | ۰    | ۱    | ۱     |
| ۷۳    | اسرائیل (ISR)             | ۰   | ۰    | ۱    | ۱     |
| ۷۳    | لتونی (LAT)               | ۰   | ۰    | ۱    | ۱     |
| ۷۳    | مراکش (MAR)               | ۰   | ۰    | ۱    | ۱     |
| ۷۳    | توگو (TOG)                | ۰   | ۰    | ۱    | ۱     |
| ۷۳    | ونزوئلا (VEN)             | ۰   | ۰    | ۱    | ۱     |
| مجموع | مجموع                     | ۲۳۴ | ۲۳۵  | ۲۷۱  | ۷۴۰   |